# Christovão Falcão
Christovão Falcão (1512?-1557; en portugués moderno, Cristóvão Falcão), a veces llamado también Christovão Falcão de Sousa o Christovão de Sousa Falcão,fue un poeta portugués descendiente de una familia noble asentada en Portalegre, en el Alentejo. El origen de esta familia se encuentra en John Falcon o Falconet, uno de los ingleses que fueron a Portugal en 1386 en el séquito de Felipa de Lancaster. Su padre, João Vaz de Almada Falcão, fue un sirviente público que ocupó la capitanía de Elmina en el África Occidental y que murió pobre.

## Hipótesis sobre su biografía
Según el historiador Teófilo Braga, en su adolescencia Christovão se enamoró de una hermosa y rica joven llamada Maria Brandão, y que en 1526 se casó con ella clandestinamente, aunque la oposición familiar impidió que dicho matrimonio fuera ratificado. El orgullo de la familia, se dice, llevó al padre de Christovão a mantenerlo bajo estrecha vigilancia en su casa durante cinco años, mientras que los padres de la muchacha, contrarios también a su relación con el joven, la internaron en el convento cisterciense de Lorvão, intentando apartarla de él haciéndole ver que lo que pretendía era su posición y su dinero. Sus planes tuvieron finalmente éxito, y cuando salió del convento María se casó con D. Luís de Silva, capitán de Tangier, mientras que el desengañado Christovão contó su historia en muchas de sus poesías, y en especial en la égloga Chrisfal.
Otro historiador, Delfim Guimarães, por su parte, pone en duda toda la primera parte de la historia, e incluso llega a negar el lugar de Falcão como poeta en la literatura portuguesa, ya que, en su opinión y de acuerdo con sus análisis internos de la obra, Chrisfal es obra directa de Bernardim Ribeiro; su crítica destructiva es sin embargo más consistente que su crítica constructiva. En cualquier caso, parece probado que Christovão había sido, durante esta época, discípulo y amigo de poetas de la talla de Bernardim Ribeiro y Francisco Sá de Miranda. Sin embargo, tras su decepción amorosa decidió embarcarse en la carrera diplomática, que le llevó a Roma en 1542, aunque volvió a Portugal, donde ocupó puestos en la corte al menos en 1548 y 1551. La fecha de su muerte, al igual que la de su nacimiento, es incierta.

## Obra
La obra poética de Christovão Falcão se publicó anónimamente, lo que contribuye a aumentar las dudas sobre su autoría, debido, se supone a su temática y alusiones personales. Desde entonces se ha reimprimido numerosas veces, y existe una edición crítica moderna de Epiphandro da Silva Dias del Chrisfal y de una Carta, bajo el título deObras de Chrislovo Faic, (Oporto, 1893); el mismo editor publicó las Cantigas Esparsas en la Revista Lusitana (vol. 4, pp. 142-f 79, Lisboa, 1896), bajo el título de Fragmento de um Cancioneiro do Século XV. 
Las Trovas de Chrisfal, en la que parece su primera versión, consta de 1015 verses. Su espíritu es el de la saudade, y su estilo es simple y directo, casto y tierno, lleno de versos sonoros que han dado a su autor una fama duradera y una posición casi incuestionable en la historia de la literatura portuguesa. Su influencia en escritores posteriores es notable, y el propio Camões usó varios de sus versos como cita.